# Ядвига Ягеллонка (курфюрстина Бранденбургская)
Ядви́га Ягеллонка (пол. Jadwiga Jagiellonka; 15 марта 1513, Познань — 7 февраля 1573, Альтруппин) — польская принцесса из династии Ягеллонов, в замужестве — супруга курфюрста Бранденбургского Иоахима II Гектора.

## Биография
Ядвига родилась в семье польского короля Сигизмунда I и его супруги Барбары Запольяи, дочери могущественного венгерского магната Иштвана Запольяи. 1 сентября 1535 года Ядвига в Кракове вступила в брак с курфюрстом Бранденбурга Иоахимом II. В 1541 году она сопровождала своего мужа в Регенсбург, на рейхстаг Священной Римской империи.
После того, как Иоахим перешёл в лютеранство, Ядвига продолжала исповедовать католичество. Её супруг по настоянию польского королевского двора не принуждал Ядвигу к перемене вероисповедания. Вдовствующая курфюрстина и свекровь Ядвиги, Елизавета Датская, была весьма недовольна таким положением дел, поскольку являлась протестанткой, а католические службы Ядвиги проводились в её личной часовне. Она также не одобряла того, что Ядвига не говорила по-немецки.
Последние 22 года жизни Ядвига была практически прикована к постели после того, как сломала бедро и повредила спину при обрушении пола в охотничьем домике. Травма положила конец её браку, который и так был омрачён различиями в религии и языковым барьером. Иоахим нашёл замену жене в лице своей официальной любовницы Анны Сюдов, к которой во всём относился как к супруге.
После смерти Иоахима в 1572 году Ядвига проживала в одиночестве в замке Руппин в городе Альтруппине. Похоронена в церкви доминиканского монастыря в Берлине.

## Семья
У Ядвиги и Иоахима в браке родились:
- Елизавета Магдалена (1537—1595) — маркграфиня Бранденбургская, замужем за герцогом Францем Отто Брауншвейг-Люнебургским (1530—1559)
- Сигизмунд (1538—1566) — принц Бранденбургский, архиепископ Магдебургский, епископ Хальберштадтский
- Гедвига (1540—1602) — принцесса Бранденбургская, замужем за герцогом Юлием Брауншвейг-Вольфенбюттельским
- София (1541—1564) — принцесса Бранденбургская, замужем за Вильгельмом фон Розенбергом
- Йоаким (1543—1544)
- Дочь (1545)